# Briefstation

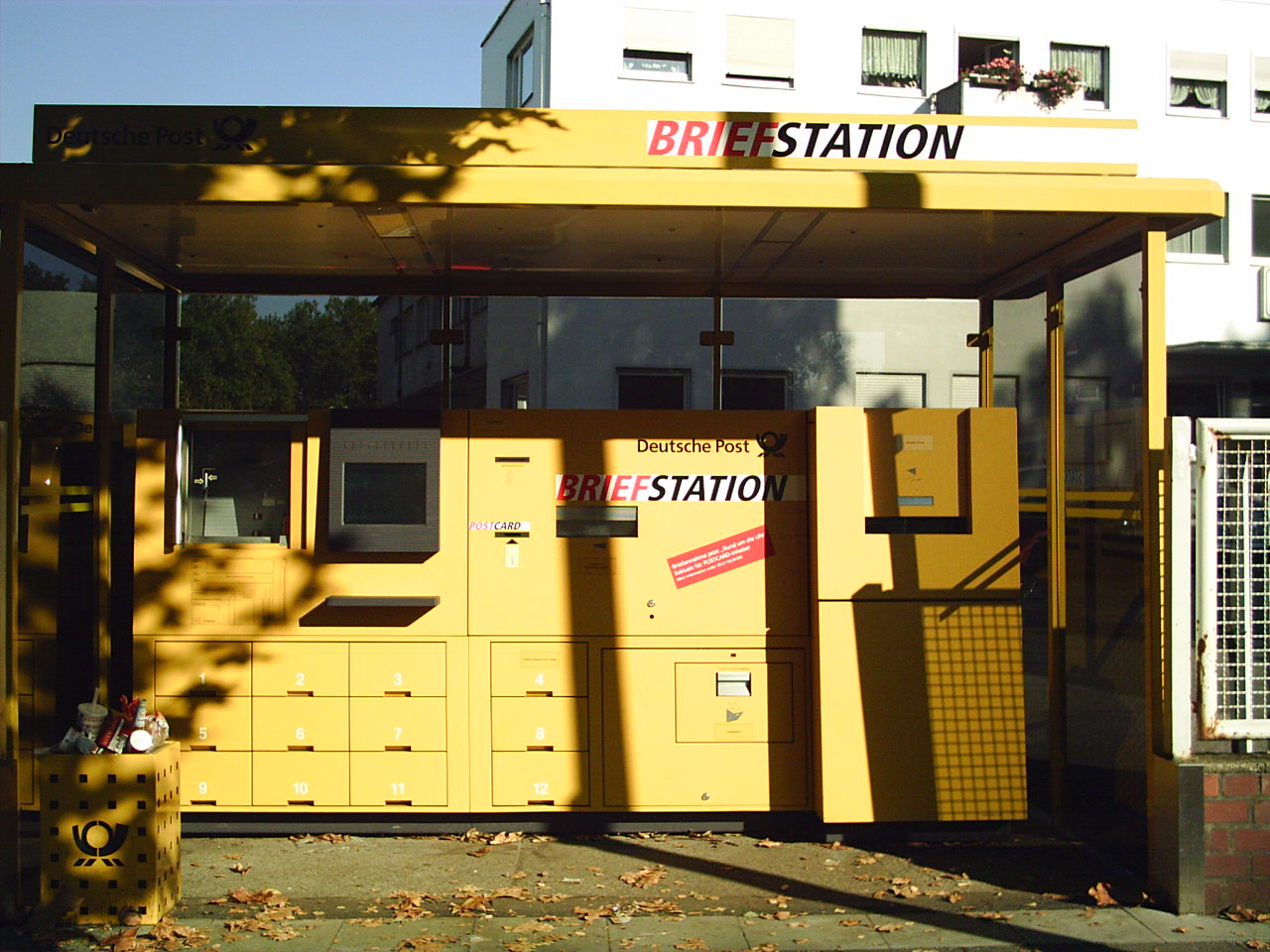
Briefstation Köln-Niehl

Die Briefstation der Deutschen Post AG war zwischen dem 1. August 2005 und dem 27. Februar 2009, ein Pilotprojekt, das für Gewerbekunden zur automatischen Annahme von Briefsendungen gedacht war.
In der ersten Phase wurde zwischen dem 1. August 2005 und 19. Mai 2008 an drei Standorten in Köln Briefstationen getestet. Hersteller der Briefstation-Pilotgeräte war das südkoreanische Unternehmen Samkyung. Die integrierten Freimachungseinheiten wurde von Francotyp-Postalia geliefert.
Zwischen dem 1. Oktober 2008 und 27. Februar 2009 12 Uhr erfolgte die zweite Testphase mit vier Stationen in Frankfurt am Main. Hersteller dieser Stationen war Telefrank.

## Mögliche Versandformen
Neben den üblichen Briefformaten vom Standardbrief bis zum Maxibrief konnten Bücher- und Warensendungen, aber auch Postzustellungsaufträge in Auftrag gegeben werden. Darüber hinaus waren Zusatzleistungen wie Einschreiben oder Nachnahmesendungen möglich. 
Die Briefstation berechnete je nach Auftrag das korrekte Entgelt und druckte dieses auf die Sendung auf. Zwar nahmen die Briefstationen keine Infopostsendungen an, aber bestimmte Mengen an Infobriefen als Standard-, Kompakt- und Großbrief konnten problemlos eingeliefert werden.

## Aussehen
Da die Briefstationen meist in Gewerbegebieten und an Ein- und Ausfallstraßen, weit ab von Postfilialen, aufgestellt waren, befand sich fast jede Briefstation unter einem Dach, ähnlich dem eines Wartehäuschens für eine Bushaltestelle. Der Zugang zu den Automaten war rund um die Uhr möglich. Angenommen wurden ausschließlich Briefprodukte, die bargeldlos mittels POSTCARD bezahlt werden konnten.
Die Maße der Stationen betrugen 3,30 Meter in der Länge, 1,60 Meter in der Höhe bei einer Tiefe von 1,32 Meter.

## Bedienung
Die Bedienführung an der Briefstation erfolgte über einen Touchscreen-Bildschirm. Große Einschubfächer ermöglichten die Einlieferung auch größerer Infobriefmengen. 
Bis auf wenige Einschränkungen wurden alle Briefsendungen einschließlich Briefzusatzleistungen (BZL) angenommen. Als Zahlungsmittel wurde nur die POSTCARD mit zugehöriger PIN akzeptiert.
Nach der Anmeldung im System begann ein Dialog, in dem die Briefstation abfragte, ob es sich um eine Briefsendung oder um eine Postkarte handelte, ob die Sendung bereits komplett oder teilweise frankiert war, ob es sich um eine nationale oder internationale Sendung handelte und welche BZL gewünscht wurden. Handelte es sich um eine unfrankierte Sendung, wurde der Brief an der linken Seite der Station in die maschinelle Aufgabe eingelegt.
Die Sendung wurde gewogen, gemessen (es konnten Sendungen mit max. 15 mm Höhe eingeliefert werden) und entsprechend der Sendungsart mit einem Freistempler versehen. Nachdem die Kosten ermittelt wurden, wurde noch einmal die Bonität der POSTCARD geprüft und die Abbuchung durchgeführt. Danach wurde eine Quittung und u. U. auch ein Einlieferungsbeleg erstellt.

## Briefstation-Standorte

### Test-Briefstationen in Köln
Die ersten drei Test-Briefstationen befanden sich in Köln in den Straßen:
- Amsterdamer Straße (Riehl/Niehl) bei Haus-Nr. 228 (bis ca. 15. Juni 2007)
 Standort-Nr.:01003620 0002
 Kennung Freistempler: 3D03000DCA
- Eupener Straße (Braunsfeld) bei Haus-Nr. 80 (bis 28. Januar 2008)
 Standort-Nr.:01003620 0001
 Kennung Freistempler: 3D03000297
- Goltsteinstraße (Bayenthal) bei Haus-Nr. 91 (bis 19. Mai 2008)
 Standort-Nr.:01003620 0003
 Kennung Freistempler: 3D03000D5C

### Test-Briefstationen in Frankfurt am Main
Zwischen dem 1. Oktober 2008 und 27. Februar 2009 12 Uhr wurden vier Briefstationen der zweiten Generation in Frankfurt am Main in Betrieb genommen.
- Am Briefzentrum, Gutleutstraße 340–344, 60327 Frankfurt
- Lyoner Straße 11, Niederrad, 60528 Frankfurt
- Am Metro-Großmarkt, Guerickestraße 8, Rödelheim, 60488 Frankfurt
- An der Postfiliale, Saalburgallee 19, 60385 Frankfurt

## Historische Vorläufer
Nach ersten Versuchen in anderen Ländern wurde 1909 zunächst in Berlin und später in einigen anderen Städten in Deutschland Einschreibeautomaten in Betrieb genommen. Sie fanden jedoch wenig Anklang. Bemängelt wurde vor allem das Fehlen der Empfängerangabe im Einlieferungsschein. Auch die nach dem Ersten Weltkrieg in einzelnen OPD-Bezirken wieder aufgenommenen Versuche befriedigten trotz Verbesserungen nicht. Die Benutzung blieb hinter den Erwartungen zurück. Von einer allgemeinen Einführung ist daher abgesehen worden. Hersteller war Heinrich H. Klüssendorf aus Berlin-Spandau.
Zwischen 1995 und 1997 testete die Deutsche Post AG schon einmal ein Automatisches Briefannahmesystem (ABAS).